# Alex Roe
Alex Roe (* 18. června 1990 Westminster, Londýn, Spojené království), celým jménem Alexander Michael Roe-Brown, je anglický filmový a televizní herec. Objevil se v seriálech The Fugitives nebo The Cut. Od roku 2018 hraje hlavní roli v seriálu stanice Freeform Siréna.

## Kariéra
Poprvé se před kamerou objevil v roce 2000 v hororovém filmu Uctívači temnot. V roce 2005 si zahrál roli Jaye Keatona v dětském sci-fi seriálu The Fugitives. V roce 2010 si zahrál Elliotta Badena, populárního plavce v seriálu stanice BBC Two The Cut. V roce 2011 se objevil v seriálech Holby City, Doctors, Hollyoaks a The Jury.
V roce 2014 si zahrál hlavní roli v televizním seriálu stanice ABC Family Unstrung. Hlavní roli Evana Walkera si zahrál ve sci-fi filmu z roku 2016 Pátá vlna. A následující rok si zahrál Holta Anthonyho v hororovém filmu Kruhy.
V březnu roku 2017 měl na filmovém festivalu Southwest premiéru filmu Hot Summer Nights. V roce 2018 si zahrál Liama Page v romantickém filmu Forever My Girl. Od roku 2018 hraje hlavní roli Bena v seriálu stanice Freeform Siréna.

## Filmografie

### Film
| Rok  | Název             | Role              | Poznámky            |
| ---- | ----------------- | ----------------- | ------------------- |
| 2000 | Uctívači temnot   | Dylan St. Clair   |                     |
| 2013 | A German Word     | Dean              | krátkometrážní film |
| 2014 | Sniper 5          | Reese             |                     |
| 2016 | Pátá vlna         | Evan Walker       |                     |
| 2017 | Kruhy             | Holt Anthony      |                     |
| 2017 | Hot Summer Nights | Hunter Strawberry |                     |
| 2018 | Forever My Girl   | Liam Page         |                     |

### Televize
| Rok       | Název           | Role               | Poznámky              |
| --------- | --------------- | ------------------ | --------------------- |
| 2005      | The Fugitives   | Jay Keaton         | 7 dílů                |
| 2009      | Jam & Jerusalem | Christopher Martin | díl: „Dinner Party“   |
| 2010      | The Cut         | Elliott Baden      | 21 dílů               |
| 2011      | Holby City      | Connor Lane        | díl: „Damage Control“ |
| 2011      | Doctors         | Matt Goonan        | díl: „Tricky Dicky“   |
| 2011      | Hollyoaks       | Toby               | 1 díl                 |
| 2011      | The Jury        | Student            | 2 díly                |
| 2014      | Unstrung        | Luke Holt          | TV film               |
| 2018–2020 | Siréna          | Ben                | hlavní role           |